# Hoplophanes acrozona
Hoplophanes acrozona är en fjärilsart som beskrevs av Edward Meyrick 1897. Hoplophanes acrozona ingår i släktet Hoplophanes och familjen hålmalar, (Heliozelidae)